# Gutscherhof
Der Gutscherhof ist ein freistehender Hof in der Gemeinde Münichreith-Laimbach in Niederösterreich.
Der Hof befindet sich nördlich von Laimbach am Ostrong am Abfall des Hochplateaus des Waldviertels in das Tal des Laimbaches und ist von Laimbach aus über Nebenstraßen zu erreichen.